# XXI Batalion Saperów
XXI batalion saperów (XXI bsap) – pododdział saperów Wojska Polskiego.

## Historia batalionu
Dowództwo XXI górskiego batalionu saperów zostało sformowane w Białej, na pograniczu czeskim, przez Dowództwo Okręgu Generalnego Kraków z przeznaczeniem dla tworzonej Dywizji Górskiej.
Zorganizowanie batalionu odbyło się w czasie od 3 marca do 18 kwietnia 1920 w składzie dwóch kompanii V batalionu saperów: 1/V bsap pod dowództwem porucznika Jana Matkowskiego i 4/V bsap pod dowództwem kapitana Adama Skóry z byłych Legionów Polskich. l/V bsap została przemianowana na 1/XXI bsap, zaś 4/V bsap na 2/XXI bsap. 30 marca 1920 na stanowisko dowódcy batalionu został wyznaczony kapitan Józef Szkolnikowski z byłej armii austro-węgierskiej. Zaraz po zorganizowaniu się dowództwa batalionu zostało ono wysłane w pole, do grupy pułkownika Józefa Rybaka i wzięło udział w wyprawie kijowskiej.
W kwietniu 1920 w batalionie zapasowym saperów nr V w Krakowie została sformowana 3 kompania pod dowództwem porucznika Oswalda Ungera. 3/XXI bsap weszła w skład batalionu dopiero 3 maja 1920.
W październiku 1921 XXI bsap został włączony w skład 5 pułku saperów, a 3/XXI bsap w skład XXIII batalionu saperów i przemianowana na 2/XXIII bsap.
10 września 1925 popełnił samobójstwo dowódca 3 kompanii, por. Zenon Janowczyk, odznaczony dwukrotnie Krzyżem Walecznych i Srebrnym Krzyżem Zasługi.

## Ważniejsze roboty techniczne wykonane w 1920
1/XXI kompania saperów
- Maj 1920 – fortyfikacja prawej strony przedmościa Kijowskiego w Darnicy (trzy linie umocnień).
- Kwiecień – naprawa toru pod Horodyszczami.
- Czerwiec – roboty fortyfikacyjne i minierskie, budowa i naprawa mostów oraz dróg w czasie odwrotu kolumny pułkownika Aleksandrowicza.
- Czerwiec – zniszczenie mostu drogowego na Dnieprze pod Kijowem.

2/XXI kompania saperów
- Czerwiec – budowa mostów w Głębokiem.
- Sierpień – udział fortyfikacji przedmościa warszawskiego w grupie pułkownika Małachowskiego.

3/XXI kompania saperów
- Maj – Budowa mostu koło wsi Rychnia – Szybież. Budowa mostu pod wsią Nowa Grobla. Budowa trzech mostów drogowych przez rzekę Trzpień. Fortyfikacja lewej strony przedmościa kijowskiego, we wsi Wigórowszczyzna. Zniszczenie mostu łańcuchowego pod Kijowem.
- 13 czerwca – Zniszczenie toru i stacji kolejowej pod Kijowem. Budowla mostu na rzece Zwietrz pod Borodzianką.
- 24 czerwca – Budowla i fortyfikacja przedmościa Słonim.
- 7 lipca – Zniszczenie dwóch mostów na rzece Uborć.
- 17 lipca – Budowa drogi drewnianej pod Pińskiem długości 3860 metrów.
- 20 lipca – roboty ziemne na przedmościu Pińsk. Spalenie mostu drogowego na Jasiołdzie pod Pińskiem.
- 24 lipca – ufortyfikowanie toru kolejowego pod Brodnicą.
- 29 lipca – spalenie mostu na Muchawcu pod Brześciem nad Bugiem.
- 1 sierpnia – spalenie mostu na Bugu pod Brześciem nad Bugiem.
- 5 sierpnia – spalenie mostu północnego w Brześciu.
- 6 sierpnia – spalenie mostu południowego i dwóch mostów drewnianych pod Brześciem.
- 9 sierpnia – fortyfikacja odcinka 2 Pułku Strzelców Podhalańskich pod Ulanowem nad Wieprzem.
- 10 sierpnia – budowa przedmościa Kock nad Wieprzem.
- 16 sierpnia – budowa mostu na Wieprzu.
- 20 sierpnia – naprawa mostu na Bugu pod wsią Granie.
- 21 sierpnia – odbudowa mostu na Nurcu.
- 24 sierpnia – budowa mostu ma rzece Niewodnicy pod wsią Koryckiem dług. 34 m.
- 28 sierpnia – odbudowa mostu na Narwi pod Białymstokiem.
- 25 września – naprawa mostu szosowego pod Kuźnicą (szosa grodzieńska).
- 26-27 września – przeprawa Dywizji Górskiej oraz budowa mostu na Niemnie pod Komatowem (213 m. dług.)
- 28 września – budowa mostu na Kotrze pod Skidlem o długości 48 m.
- 29 września – przeprawa Dywizji Górskiej pod Piaskowiczami.
- 15 października – budowa mostu na rzece Oszmianka.

## Żołnierze batalionu
Dowódcy batalionu
- kpt. Józef Szkolnikowski (od 30 III 1920)
- kpt. inż. Jan Matkowski (do 18 VI 1921[5])
- kpt.  Karol Czarnecki (od 18 VI 1921[6][7])
- mjr Józef Ziętkiewicz (10 III 1924[8] – 1925 → słuchacz Kursu Fortyfikacyjnego)
- kpt. Jan Władyka (1925)
- mjr Tadeusz Bisztyga (16 II[9] – 25 X 1926 → zastępca dowódcy 5 psap[10])
- mjr Władysław Czarniawski (od 1928[11])

Oficerowie batalionu
- kpt. Oswald Unger – dowódca 3. kompanii

Obsada personalna 21 batalionu saperów 8 maja 1925
- kpt. Władyka Jan – dowódca 21 baonu saperów
- kpt. Bianchi Leon – adiutant
- por. Majewski Karol – dowódca 1 kompanii saperów
- por Massalski Józef Franciszek – oficer młodszy 1 kompanii saperów
- chor. Babraj Władysław – oficer młodszy 1 kompanii saperów
- por. Chorąży Ludwik – dowódca 2 kompanii saperów
- por Nowocień Leon – oficer 2 kompanii saperów
- por Oleszkiewicz Jan – oficer 2 kompanii saperów
- chor. Babraj Józef – oficer 2 kompanii saperów
- por. Zenon Janowczyk – dowódca 3 kompanii saperów
- por Helcman Jan – oficer 3 kompanii saperów
- por Iwański Stefan – oficer 3 kompanii saperów
- por Sabiłło Konstanty – oficer 3 kompanii saperów[12]